# Космические города-бублики

Проект орбитального поселения, написанный фон Брауном для армии США в 1946 году.

Космические поселения тороидальной формы (в просторечии «города-бублики») — один из наиболее ранних проектов орбитальных космических поселений, гипотетически осуществимый при условии дальнейшей реализации предполагаемых вариантов освоения космоса. Основная цель разработки — создать промежуточное звено для космических полётов, которое бы дало возможность осуществлять запуск космических кораблей непосредственно с орбиты и, таким образом, снизило затраты и значительно упростило дальнейшее освоение космоса.

## Ранние проекты
|                       |                                                                          |
| Чертежи Циолковского. | Проект Нордрунга. Жилые модули располагаются на внешней стороне станции. |

Ещё в начале XX века К. Э. Циолковский создал теорию «эфирных поселений», то есть создания медленно вращающихся вокруг своей оси гигантских космических колоний в форме бубликов, где найдут пристанище многие тысячи человек. Однако общественное мнение тех лет было ещё не готово принять столь смелые концептуальные решения и во многом представляло теорию Циолковского утопией, поэтому развивал свою идею учёный, главным образом, лишь в виде набросков и эскизов. Первый детальный чертёж и соответствующий проект-обоснование космической станции в форме бублика, — совмещавшей в себе жилые модули, энергогенератор и астрономический обсерваторный модуль, — был создан австрийским учёным Германом Нордрунгом в 1928 году.
22 марта 1952 года в журнале «Collier's Weekly» вышла статья Вернера фон Брауна, — на тот момент ведущего специалиста американской космической программы, — которая называлась «Пересекая последнюю грань», в которой впервые персона такого ранга излагала необходимость создания американцами космической станции. Статья была оформлена художником Чесли Боунстеллом, также стоявшим у истоков американской космической программы. Среди иллюстраций Боунстелла впервые был опубликован эскиз космической станции в виде бублика. Согласно идеям фон Брауна и Вилли Лея, в таких станциях люди бы жили и работали в помещениях, соединённых в один большой коридор. По словам Лея, станцию такой формы планировалось запустить на тысячекилометровую орбиту Земли. Следуя фон Брауну, начальным экипажем планировалось запустить пятерых-шестерых человек, которые бы начали работы по монтажу модулей. Такая станция послужила бы промежуточным звеном для дальнейших космических путешествий. Следует заметить, что все эти идеи и проекты фон Браун и Лей, будучи ответственными за ход американской космической программы, разрабатывали ещё до первого полёта человека в космос. С подачи фон Брауна, проект космической станции в форме бублика был приоритетным направлением разработок НАСА до появления проекта Skylab в начале 60-х, который оттеснил проекты космических городов-бубликов на второй план.
В 1965 году в центральном научном издании Американского общества астронавтики было опубликовано предположение, что идеальной формой для будущих населённых космических станций был бы тор (в просторечии — бублик). Учёные установили, что если космическая станция такой формы вращается вокруг своей оси, то все её модули расположены в месте, где значение искусственной силы тяжести имеет наибольшую величину, и проблема создания искусственной гравитации представлялась уже во многом решённой.

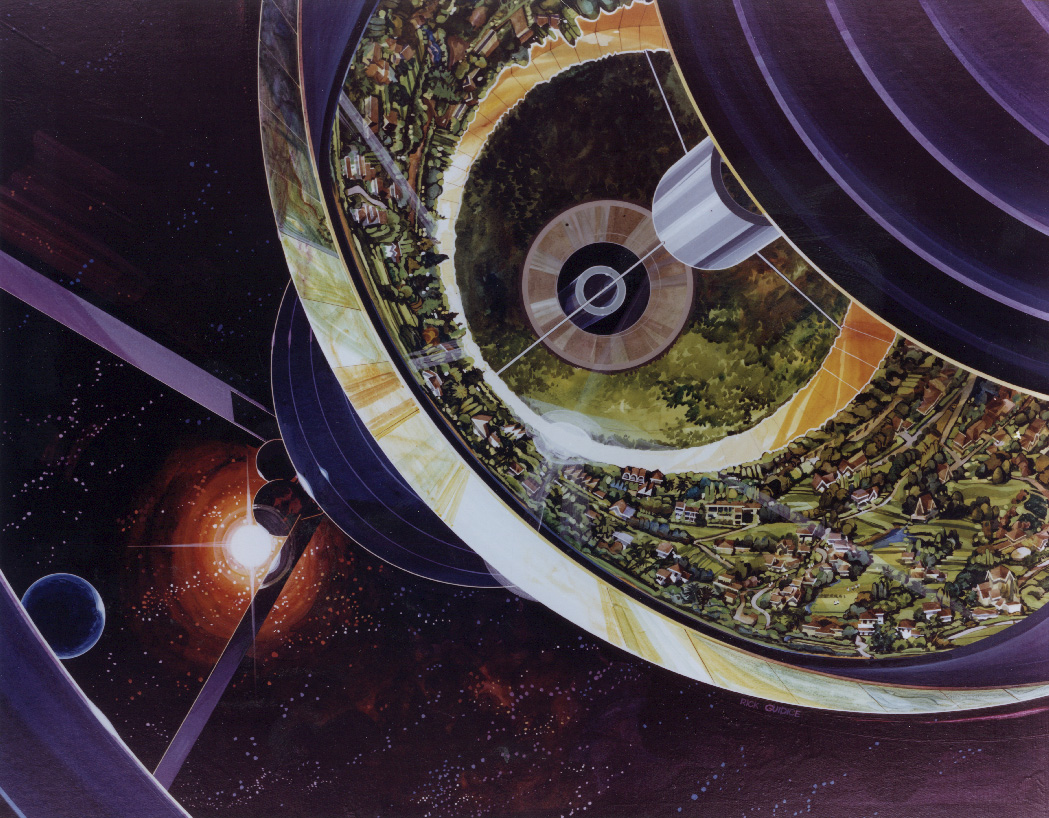
Зарисовка космического города, предложенного О’Ниллом, выполненная сотрудником Исследовательского центра Эймса.

Один из известных вариантов разработал Джерард О'Нилл — создание колоний, для которых предлагается использовать два гигантских размеров цилиндра, заключённых в раму и вращающихся в разные стороны. Эти цилиндры вращаются вокруг собственной оси со скоростью около 0,53 оборота в минуту, за счёт чего в колонии создаётся привычная для человека сила тяжести.
В 1975 г. П. Паркер предложил проект создания колонии диаметром 100 м и длиной в 1 км, удалённой на расстояние около 400 тысяч км от Земли и Луны и рассчитанной на 10 000 человек. Вращение такого цилиндра вокруг продольной оси со скоростью 1 оборот за 21 секунду создаст в нём близкую к земной гравитацию.
В 1977 году под редакцией научного сотрудника Исследовательского центра Эймса (НАСА) Ричарда Джонсона и профессора Чарльза Холброу из Университета Колгейта вышла работа «Космические поселения», где среди прочих выделялись и перспективные исследования поселений в форме тора (бублика), на которых, по мнению учёных, было возможно не только обитание людей, но даже организация технологических циклов и создание орбитального производственного объекта в форме тора.
В 1994 году под руководством д-ра Родни Гэлловэя при участии научных сотрудников и лаборантов Лаборатории Филлипса и Лаборатории Сандия, а также других исследовательских центров ВВС США и Космического исследовательского центра Аризонского университета, было составлено объёмное руководство для проектирования космических поселений в форме тора.

## Исследования и проекты современных учёных
Учёные из Стэнфордского университета предлагают конструкцию в виде тора — Стэнфордский тор — гигантских размеров бублик диаметром 1,6 км и толщиной 150 м, вращающийся вокруг невидимой оси для создания искусственной силы тяжести.
Автор энциклопедии космоса и астрономии и книг по современным космическим технологиям, научный сотрудник Университета Дрекселя Джозеф Анжело отмечает, что космические поселения в форме тора смогут поддерживать нормальную жизнедеятельность около десяти тысяч человек каждое. Взяв за основу стэнфордский проект, Дж. Анжело описывает космический моногород — производственный объект, занимающийся переработкой полезных ископаемых, который являет собой объект в форме тора, составляющий приблизительно 1,6 км в окружности, жилые модули которого расположены на внутренней стороне тора; промзона, включающая в себя производственные помещения и площадки приземления космических летательных аппаратов, — будет расположена, соответственно, на внешней стороне тора. Для придания городу нормальной искусственной гравитации, сравнимой с гравитацией на Земле, тор будет постоянно вращаться. Менеджмент отходов рассчитан на то, что шлак, оставшийся при обработке руды, и сброшенный в окружающее пространство вокруг станции, создаст своего рода барьер, защищающий город от космического излучения и радиации.

## Аргументы в пользу создания таких колоний
Освоение человеком массивных космических тел, таких как планет и спутников Солнечной системы наталкивается на ряд трудностей неразрешимого пока характера, связанных с гравитацией, температурным режимом и отсутствием защитной магнитосферы, поэтому поселение в космосе, при создании необходимых условий, — наиболее подходящий вариант.
Человек по своей природе, на сегодняшнем этапе своего эволюционного развития в своей естественной среде обитания, адаптирован к жизни на Земле, при этом обладает достаточно большой степенью приспосабливаемости и преобразования своей среды обитания под свои нужды. При этом к глобальным преобразованиям условий среды обитания целой планеты он еще не готов, пока только на уровне тестирования технологий, при создании небольших космических поселений. Именно эта «обкатка технологий» сейчас и происходит на существующих космических станциях.
Почему же таким колониям предполагается именно форма тора? Величина центробежной силы зависит от скорости вращения и радиуса. Исходя из этого, можно подумать, что идеальной формой для космического объекта было бы тело, имеющее форму тора — «бублика». Если космическая станция такой формы вращается вокруг собственной оси тора, то все её помещения находятся в зоне, где искусственная сила тяжести имеет наибольшую величину.
Почему идея создания колоний в космосе получает преимущество над колонизацией планет?
- На Меркурии очень жарко, нет атмосферы, привычного суточного ритма. Это не препятствие для перспективных космических технологий, однако пониженная сила тяжести (в сравнении с земной) является основным сдерживающим фактором для колонизации Меркурия.
- Сила тяжести на Венере близка к силе тяжести на Земле и также довольно комфортна для людей. Однако слишком высокая средняя температура на Венере (на 100 К выше, чем на Меркурии) и сверхвысокое атмосферное давление на поверхности планеты, а также отсутствие привычного суточного ритма и магнитного поля, достаточного для защиты от радиации (что компенсируется крайне плотной венерианской атмосферой) пока делают освоение Венеры крайне затруднительным.
- На Луне сравнительно жарко на дневной стороне и слишком холодно на ночной, нет атмосферы, привычного суточного ритма, сила тяжести относительно малая, нет магнитного поля, достаточного для защиты от радиации. И хотя эти условия также преодолимы для перспективных технологий, пониженная сила тяжести ставит барьер на пути заселения Луны.
- На Марсе достаточно холодно, атмосфера довольно разреженная и состоит в основном из углекислого газа, сила тяжести составляет всего 0,38 земной, слабое магнитного поле, недостаточно защищающее от космической радиации. Зато на Марсе в достатке вода. Современные и перспективные технологии позволяют заселить Марс, но, как и в случае с Луной и Меркурием, на Марсе остается нерешаемая в настоящее время проблема пониженной гравитации. (Точнее, марсианская гравитация может оказаться вполне комфортной лишь для части людей.)
- Посадка на планету и последующий ракетный старт с неё требуют больших энергетических, а значит, и экономических затрат (правда, материальные затраты на взлеты и посадки кораблей на планеты будут убывать по мере совершенствования двигательных установок кораблей, способных садиться на планеты).

Можно повысить или понизить температуру на планете, изменить её атмосферу, но пока технологически невозможно решить проблему, создаваемую пониженной гравитацией на Марсе, Луне или Меркурии, или проблемы из-за слишком медленного вращения Венеры вокруг своей оси. К тому же у этих планет отсутствует достаточно мощная магнитосфера.
В связи с этим многим представляется более целесообразным строить космические колонии в открытом космосе (в том числе на орбитах около названых), используя материал астероидов, спутников, планет. В частности, такие станции-города около безжизненных планет могут стать «уютными жилыми пригородами», а сами эти планеты — промышленным «центром города», куда жители станций будут летать на работу.
В таких замкнутых колониях в принципе можно добиться самообеспечения: на них или на планеты, спутниками которых они станут, можно переместить опасные и вредные производства и установить зеркала для накопления солнечной энергии.
На случай глобальных катастроф Земли планетарного масштаба у человечества появляется шанс сделать свою «резервную копию жизни» (человека и некоторых животных) в виде таких поселений в космосе.

## Критика
Несмотря на очевидные выгоды от строительства космических станций-городов в форме бублика, существует и ряд существенных минусов. Возвращаясь обратно в 1960-е, следует упомянуть, что более детальное исследование, проведённое той же группой учёных для Американского общества астронавтики ещё в 1960-х, показало, что «бублик» был бы далеко не идеальной формой для этой цели, ведь возможности космонавтики, как тогда, так и сейчас, всё ещё не позволяют развернуть в космосе строительство объектов таких размеров как Стэнфордский тор, а для станций малого размера существовало гораздо больше конструктивных и технических сложностей. Прежде всего, при относительно малых размерах космической станции нагрузки на различные части тела человека были бы различны в разных местах станции.
Кроме того, пространство, в котором создаётся искусственная сила тяжести, создаёт проблемы другого характера, а именно — визуального восприятия обстановки. В качестве примера можно привести спиральную лестницу, которая ведет к центру такого космического «бублика». Вестибулярный аппарат человека не сможет распознать спиральность формы лестницы, потому что уровень каждой её ступени будет перпендикулярен силе тяжести и, несмотря на то, что вестибулярные ощущения будут такими же, как и во время восхождения по обыкновенной «земной» лестнице, за исключением очень небольшого снижения силы тяжести, которое будет ощущаться, когда человек движется вверх, а затем снова ступает вниз по лестнице. Тем не менее, ощущения от движения по такой лестнице будут довольно необычными для человека, привыкшего к однородному гравитационному полю, какое и есть на поверхности Земли, — достаточно представить себе двух людей, которые идут навстречу друг другу по такой спиралевидной лестнице, которые будут видеть друг друга идущими вниз головой и вверх ногами (к оси лестницы). Причем к этой проблеме уже в 1960-е годы нашли подход. Профессор В. Р. Лавлейс так описывает способ её решения: при том, что компоновка помещений должна вестись в непривычной проекции — в развертке криволинейных поверхностей в плоскость, перпендикулярную вектору искусственной силы тяжести, и с точки зрения изготовления и монтажа отдельных элементов «бублик» удобнее делать не кругом, а многогранником. При этом возникнет казус: ведь в таком «бублике» человек будет ходить словно бы по кривому полу, и, по-видимому, психологически это обстоятельство будет не очень приятным, так же как и обратное, когда кривой пол будет казаться плоско-горизонтальным. Перед архитектором встанет очень сложная и деликатная задача: смягчить эти неприятности, зрительно успокоить человека. Это можно сделать, если выбрать форму помещений так, чтобы не подчеркивались неправильные углы и отражения. При этом можно будет использовать для этой цели физические свойства материалов, различные приёмы освещения.
Хотя разведение на них пищевых продуктов вполне реально, едва ли миллионы людей согласятся годами есть однообразную пищу, — возможности города-бублика по производству разнообразной пищи прямо пропорциональны его размерам и, следовательно, внутренней площади. Предполагается, что материалом для городов-бубликов станет сырьё, добытое на естественных телах Солнечной системы, а это значит, что всё равно придётся создавать хотя бы вахтовые поселения на планетах и их спутниках и астероидах.
В целом же, проблема строительства космических станций-колоний упирается в технологические проблемы современной и перспективной космической деятельности:
- пока отсутствует надёжный и относительно дешёвый способ вывода грузов на орбиту (одним из вариантов решения мог бы стать космический лифт или одноступенчатые шаттлы с ЯРД, — одноступенчатый корабль с химическими ракетными двигателями невозможен);
- не созданы системы защиты станций и людей от космической радиации, хотя работы над этими проблемами ведутся, А.Г. Ребеко в своей публикации "Защита людей и космических аппаратов в космосе" делает выводы, что создание надежной защиты от космической радиации в принципе возможно. Для современной космонавтики технически приемлемым могут быть электростатические экраны, которые обещают быть не только легкими, но и способными защищать космический корабль от небольших метеоритов. Разработка таких устройств, их испытание в космосе является предметом фундаментальных исследований;
- в связи с нерешённостью проекта термоядерного синтеза пока нет необходимости, в частности, в освоении Луны с её залежами гелия-3. Другими словами, существует проблема окупаемости данных (слишком дорогостоящих) проектов;
- не создана искусственная гравитация.

Масштабное, серьёзное освоение Космоса представляется возможным при решении учёными этих проблем.

## Строительство
Такие колонии, по замыслу О’Нейла, должны собираться постепенно, годами.
Источником сырья может стать Луна. Для этого на ней должна быть создана промышленность (см. Колонизация Луны). С помощью электромагнитной катапульты материалы выстреливались бы в точку Лагранжа системы Земля-Луна, откуда перемещались бы к строящейся колонии. Естественно, для работы в Космосе понадобятся специальные роботы. 
Возможны оптимизированные варианты и комбинации роботов-строителей с применением нейросетей, сходных с мозгом пчел и оснащенных технологиями 3D-печати, запрограммированные как на печать гигантских космических конструкций, так и на воспроизводство деталей для собственной сборки и починки. А также запрограммированные для сборки роботов иного типа: для добычи, доставки и одновременной переработки полезных ископаемых с небольших космических тел, для подготовки и обработки материалов, для выращивания еды жителям. 
Возможен также вариант с генетической модификацией человека и животных для приспособления к условиям жизни в космосе.